# Krzyż Obrony Lwowa
Krzyż Obrony Lwowa – polska odznaka pamiątkowa nadawana za obronę miasta Lwowa przed Ukraińcami w dniach 1-22 listopada 1918 podczas wojny polsko-ukraińskiej.

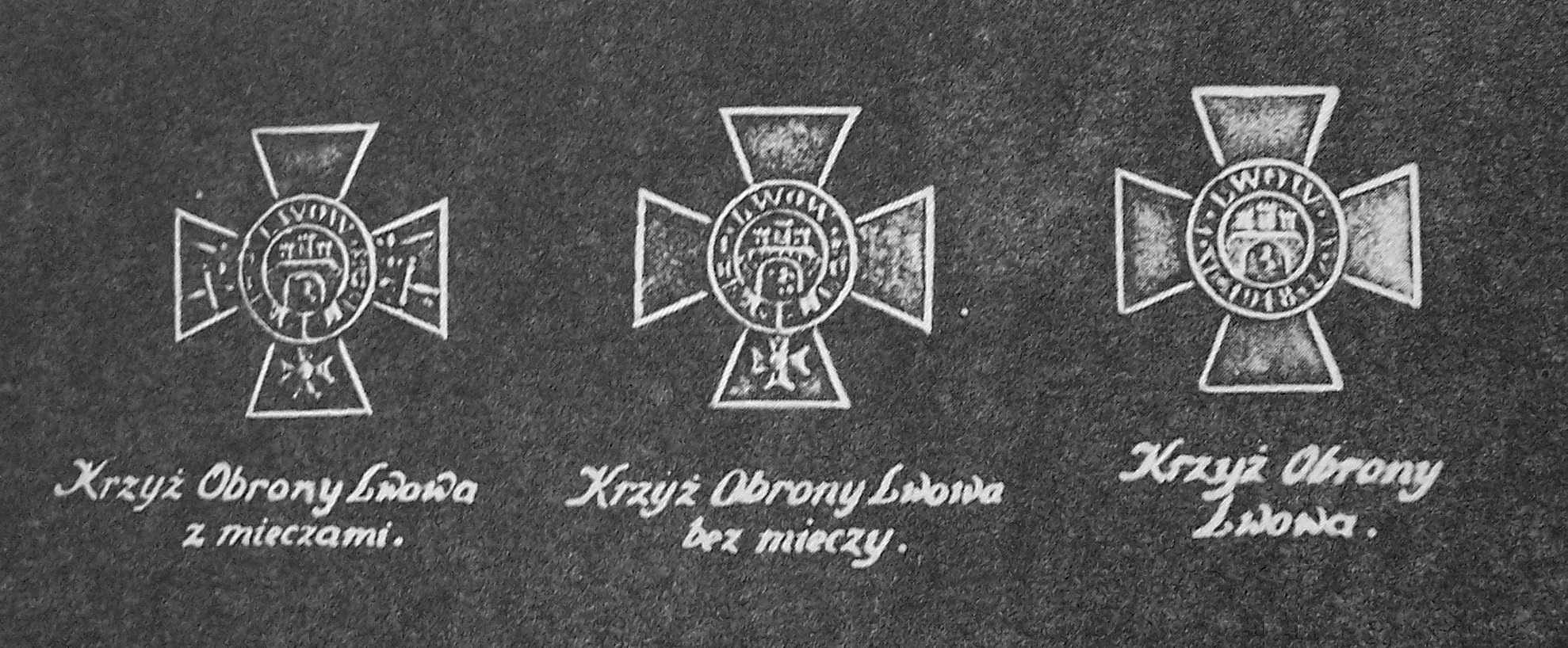
Rodzaje odznaki pamiątkowej „Krzyż Obrony Lwowa”

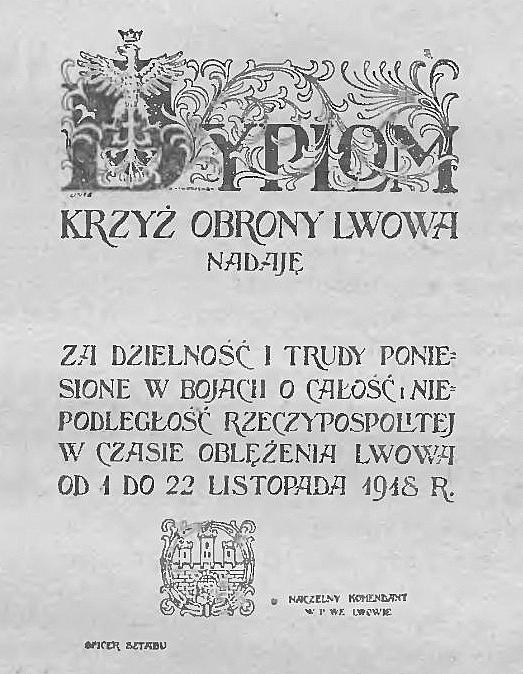
Dyplom Krzyża Obrony Lwowa

## Opis
Rozkazem z 29 listopada 1918 dowódcy operacyjnego Wojska Polskiego „Wschód” gen. Tadeusza Rozwadowskiego na pamiątkę obrony i odsieczy Lwowa została ustanowiona odznaka pamiątkowa „Obrony Lwowa”, której wykonaniem zajął się chor. Roman Woynicz-Horoszkiewicz, zaś nadawaniem zajęła się Naczelna Komenda Wojskowa na Galicję Wschodnią.
Krzyż Obrony Lwowa był nadawany od 1919 (odznaczenie odbierano w Inspektoracie Artylerii Okręgu Generalnego „Lwów”).
Istniały dwa rodzaje odznaczenia: Krzyż Obrony Lwowa z mieczami oraz Krzyż Obrony Lwowa bez mieczy.
W latach 20. przewodniczącym Kapituły Krzyża Obrony Lwowa był płk Czesław Mączyński. Członkiem i do 1939 prezesem Kapituły Krzyża Obrony Lwowa był mjr lek. Lesław Węgrzynowski. W Kapitule zasiadał rtm. dr Tadeusz Michał Nittman.
W marcu 1936 Związek Obrony Lwowa poinformował, że jedyną odznaką pamiątkową za okres walk w obronie Lwowa od 1 do 22 listopada 1918 jest Krzyż Obrony Lwowa. W listopadzie 1936 Kapituła Krzyża Obrony Lwowa podjęła uchwałę o złożeniu krzyża jako wotum w Kościele Matki Boskiej Ostrobramskiej we Lwowie.
25 maja 1922 odbyło się wmurowanie Krzyża Obrony Lwowa na lwowskim dworcu kolejowym, który stanowił pierwszą placówkę obrony miasta przez Polaków (na pomniku umieszczono napis Czwarty odcinek obrony Lwowa). W czwartą rocznicę walk, 22 listopada 1922 wizerunek Krzyża Obrony Lwowa został odsłonięty na fasadzie budynku lwowskiej Szkoły im. św. Marii Magdaleny nr 11. W piątą rocznicę oswobodzenia Lwowa w listopadzie 1923 emblemat przedstawiający Krzyż Obrony Lwowa odsłonięto na gmachu szkoły kadeckiej. W szóstą rocznicę obrony Lwowa pod koniec 1924 odsłonięto Krzyż Obrony Lwowa na gmachu Dyrekcji Kolei Państwowej. W 1931 Krzyż Obrony Lwowa został odsłonięty na frontowej ścianie domu ludowego TSL w Lewandówce. W ramach obchodów 16. rocznicy oswobodzenia Lwowa 22 listopada 1934 w gmach budynku XI Państwowego Gimnazjum im. Jana i Andrzeja Śniadeckich we Lwowie został wmurowany Krzyż Obrony Lwowa. 11 listopada 1935 na gmachu szkoły żeńskiej im. Żółkiewskiego wmurowano tablicę pamiątkową i Krzyż Obrony Lwowa. Podczas obchodów 17. rocznicy odsieczy Lwowa 22 listopada 1935 na gmachu ratusza lwowskiego odsłonięto wmurowane tam herb miasta wraz z Orderem Virtuti Militari oraz Krzyż Obrony Lwowa.
W 20. rocznicę walk o Lwów, w 1938 uchwałą Rady Miasta Lwowa dokonano zmian nazw szeregu ulic we Lwowie, wprowadzając ich nowe patronaty, upamiętniające obronę Lwowa i jego wybitnych uczestników, zaś na tabliczkach informacyjnych tychże umieszczono miniatury Krzyża Obrony Lwowa.
W ramach obchodów 50. rocznicy obrony Lwowa, zorganizowanych przez lwowskie środowisko emigracyjne w Londynie w dniach 2-3 listopada 1968, została wydana „Pamiątkowa odznaka w 50-tą rocznicę Obrony Lwowa”, zaprojektowana przez Bogdana Sienickiego, w której została uwieczniona miniatura Krzyża Obrony Lwowa. Z okazji 60. rocznicy obrony Lwowa w 1978 działacze Koła Lwowian w Londynie wręczyli zasłużonym osobom miniatury Krzyża Obrony Lwowa wraz z dyplomem.
29 września 1981 inicjatorzy stworzenia Krzyża Obrońców Lwowa zwrócili się do gen. Mieczysława Boruty-Spiechowicza (ostatniego żyjącego członka Kapituły Krzyża Obrony Lwowa) o zatwierdzenie nowego odznaczenia, który 7 października 1981 dokonał zatwierdzenia wniosku o ustanowienie. Projekt krzyża bazował na Krzyżu Obrony Lwowa, lecz posiadał różnice: na górnym ramieniu pojawił się znak Polski Walczącej, zaś listki wawrzynowe dookoła herbu zastąpiły gałązki cierniowe.

## Odznaczeni
Krzyżem Obrony Lwowa z Mieczami zostało odznaczone miasto Lwów. Odznaczeniem wyróżniono także lwowski dworzec kolejowy.